# 枕头乡
枕头乡，是中华人民共和国山西省临汾市尧都区下辖的一个乡镇级行政单位。2021年5月，撤销河底乡，整建制并入枕头乡。

## 行政区划
枕头乡下辖以下地区：
枕头村、王斗村、圪垛村、垣上村、桑参村、西庄村、安沟村、豁口村、郭家庄村、院头村、岭上村、洪道村、米居村、仪上村、枣林村、苍上村、西道村、后掌村和马家梁村。